# در جامعه
در جامعه (انگلیسی: In Society) فیلمی به کارگردانی ژان یاربرو محصول سال ۱۹۴۴ کشور ایالات متحده آمریکا است.